# Liste der Kollaborationsregierungen Serbiens (1941–1944)
Diese Liste enthält die Mitglieder der Marionettenregierungen des Militärverwaltungsgebietes Serbien, die nach dem Balkanfeldzug (1941) mit der deutschen Besatzungsmacht kollaborierten.

## Regierung derKommissare(30.April 1941 bis 28.August 1941)
Die Mitglieder der Regierung der Kommissare (serbisch Комесарска влада Komesarska vlada) unter Milan Aćimović waren mit Stand vom 30. April 1941 sowie nach Umbildung vom 10. Juli 1941:
| Dienststellung                             | 30. April 1941            | 10. Juli 1941                                                  |
| ------------------------------------------ | ------------------------- | -------------------------------------------------------------- |
| Präsident und Kommissar für Inneres        | Milan Aćimović (SRS)      | Milan Aćimović; Stellvertreter: Tanasije Dinić, Đorđe Perić    |
| Kommissar für Justiz                       | Momčilo Janković (SRS)    | Momčilo Janković; Stellvertreter: Đuro Kotur                   |
| Kommissar für Finanzen                     | Dušan Letica (SRS)        | Dušan Letica; Stellvertreter: Milan Horvatski                  |
| Kommissar für Transport                    | Lazo Kostić (NRS)         | Ranislav Avramović; Stellvertreter: Nikola Đurić               |
| Kommissar für Postwesen                    | Dušan Pantić              | Dušan Pantić; Stellvertreter: Milorad Dimitrijević             |
| Kommissar für Ernährung und Landwirtschaft | Jeremija Protić (JNS)     | Budimir Cvijanović                                             |
| Kommissar für Bildung                      | Risto Jojić (JDS)         | Velibor Jonić (ZBOR); Stellvertreter: Vladimir-Velmar Janković |
| Kommissar für nationale Wirtschaft         | Milosav Vasiljević (ZBOR) | Milosav Vasiljević                                             |
| Kommissar für Sozialpolitik und Gesundheit | Stevan Ivanić (ZBOR)      | Stevan Ivanić; Stellvertreter: Božidar Darko Petrović          |
| Kommissar für Bauwesen                     | Stanislav Josifović       | Stanislav Josifović                                            |

## Regierung der nationalen Rettung (29. August 1941 bis Oktober 1944)

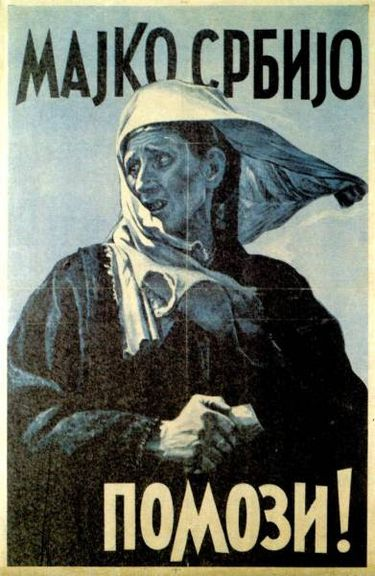
Propagandaplakat der Nedić-Regierung mit dem Titel „Mutter Serbien, hilf!“. Vorlage war das Foto einer aus dem USK geflüchteten Serbin. Milan Nedić wurde als „Mutter der Serben“ dargestellt die sich um die Serben kümmere und sie beschütze.

Die Mitglieder der Regierung der nationalen Rettung (serbisch Влада народног спаса Vlada narodnog spasa) unter Milan Nedić waren mit Stand vom 29. August 1941 sowie vom 7. November 1942:
| Dienststellung                         | 29. August 1941     | 7. November 1942        |
| -------------------------------------- | ------------------- | ----------------------- |
| Präsident                              | Milan Nedić         | Milan Nedić             |
| Kabinettschef                          | Miloš Masalović     | entfallen               |
| Inneres                                | Milan Aćimović      | Tanasije Dinić          |
| Justiz                                 | Čedomir Marjanović  | Bogoljub Kujundžić      |
| Finanzen                               | Ljubiša Mikić       | Dušan Letica            |
| Transport und Postwesen                | Josif Kostić        | entfallen               |
| Transport                              | nicht eingerichtet  | Đura Dokić              |
| Postwesen                              | nicht eingerichtet  | Josif Kostić            |
| Landwirtschaft und Ernährung           | Miloš Radosavljević | Radosav Veselinović     |
| Bildung                                | Miloš Trivunac      | Velibor Jonić           |
| Nationale Wirtschaft                   | Mihailo Olćan       | Milorad Nedeljković     |
| Sozialpolitik und nationale Gesundheit | Jovan Mijušković    | Stojimir Dobrosavljević |
| Bauwesen                               | Ognjen Kuzmanović   | Ognjen Kuzmanović       |
| Arbeit                                 | Panta M. Draškić    | entfallen               |
| Minister ohne Geschäftsbereich         | Momčilo Janković    | entfallen               |

## Komitee der Staatsverwaltung für Serbien (Oktober 1944)
Die Mitglieder des Komitees der Staatsverwaltung für Serbien waren mit Stand vom 10. Oktober 1944:
- Präsident: Ivan Petković
- Innere Angelegenheiten: Aleksandar Pekezović
- Justiz: Aleksandar Pelivanović
- Finanzen: Milan Horvatski
- Transport: Milan Jojić
- Postwesen: Josif Štok
- Landwirtschaft: Buda Cvijanović
- Bildung: Dušan Milojković
- Nationale Wirtschaft: Milutin Bošković
- Sozialpolitik: Aleksandar Đorđević
- Bauwesen: Nenad Lancoš